# ديشار أسود
ديشار أسود (الاسم العلمي: Pteris nigra) هو نوع نباتي يتبع جنس الديشار من فصيلة الديشارية.